# 和歌山ビッグホエール
和歌山ビッグホエール（わかやまビッグホエール、Wakayama Big Whale）は、和歌山県和歌山市にある多目的アリーナ。

## 概要
1997年に旧国鉄の鉄道貨物ターミナル（和歌山操駅）跡地に和歌山県が建設した。同じ敷地内に和歌山ビッグウエーブおよび県民交流プラザ 和歌山ビッグ愛がある。
2015年の第70回国民体育大会（和歌山県で開催する国体の愛称は「2015紀の国わかやま国体」）では、体操（体操競技・新体操）、バスケットボール、ハンドボールの会場として使用され、2021年の第36回国民文化祭では開会式場として使用された。
コブクロが所属する芸能事務所「ミノスケオフィスコブクロ」が和歌山市小雑賀にあるため、当会場でライブイベント「ファンフェスタ」を開催している。また、それ以外のアーティストも年1回程であるがライブイベントで使用されており、2013年にはももいろクローバーZのライブ、2014年には小田和正のライブが行われ、それ以降も大物アーティストがライブを開催している。
当施設にはクジラの潮吹きに見立てた噴出装置（上空に水を噴出する）を設けているが、近隣に住宅街が多いため洗濯物が濡れるとの苦情を受けて、近年この機能の使用は控えられている。

## 施設概要
- 構造 - RC造、地下1階・地上3階
- 建築面積 - 10,948 m2（延床面積：17,273 m2[3]）
- 総面積 - 55.562 m2
- 竣工 - 1997年
- 総工費 -
- 施設 - 
  - 木製アリーナ - 面積 3,280 m2（44 m×80 m）
  - 軽運動場 - 面積420 m2、高さ4.3 m（スポーツ用ウォームアップ・控室・楽屋などに使用できるメインアリーナの補完施設）

## アクセス
自動車
- 阪和自動車道和歌山インターチェンジ下車、約15分[4]。

鉄道
- 和歌山電鐵貴志川線田中口駅下車、徒歩約9分[1]。
- JRきのくに線（紀勢本線）宮前駅下車、徒歩約13分[1]。

バス
- 和歌山バス「吹屋町四丁目」停留所下車、徒歩約9分[1]。